# Böszörményi János
Böszörményi János (Perbete, 1928. június 10. - Komárom, 1993. október 6.) szlovákiai magyar pedagógus, helytörténész.

## Élete
1950-ben érettségizett Pápán, majd 1954-ben Pozsonyban szerzett magyar–történelem szakos tanári oklevelet. 1950–1968 között Nagykeszin, Csallóközaranyoson és Dunamocson tanított. 1968-tól a Szlovák Kormány Nemzetiségi Titkárságának főtisztviselője, de 1970-ben elbocsátották.
Pedagógiai, kisebbségpolitikai, helytörténeti írásai jelentek meg, illetve tankönyveket is írt. Politikai okok miatt félreállították és a publikálástól is eltiltották. A bársonyos forradalom után rehabilitálták.

## Elismerései
- 1990 Madách Kiadó nívódíja

## Művei
- 1982 Hadak útján — hadak szolgálatában. Irodalmi Szemle 1982/1
- 1990 Dunamocs évszázadai